# Residenza di Mussolini a Villa Torlonia

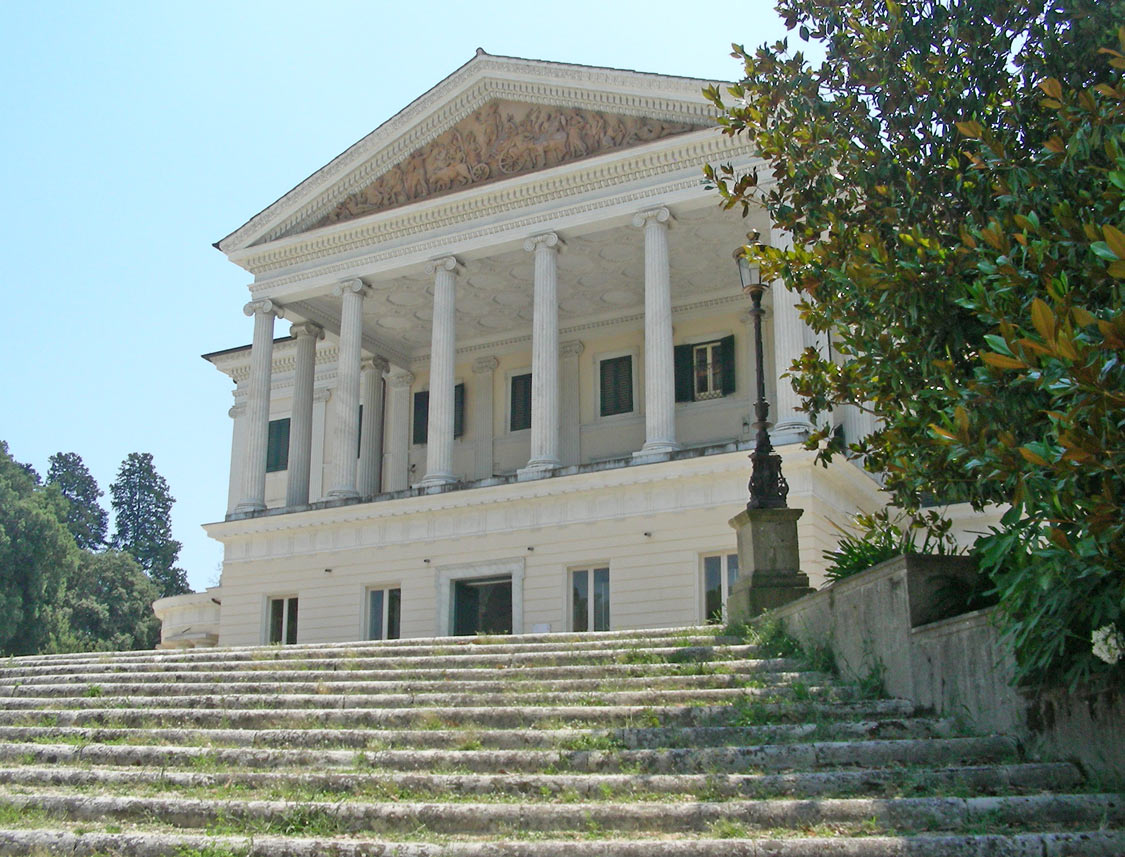
La facciata del Casino Nobile, abitato dalla famiglia Mussolini

Benito Mussolini abitò a Villa Torlonia a Roma dal 22 luglio 1925 al 25 luglio 1943 accettando l'offerta del principe Giovanni Torlonia Junior, che gliela affittò alla cifra simbolica di una lira all'anno.

## Storia
Mussolini con la sua famiglia si insediò al Casino Nobile, mentre il principe si trasferì alla Casina delle Civette. Mussolini e la sua famiglia occuparono tutti i piani dell'edificio mantenendo per gran parte l'arredamento originale: Mussolini dormiva nella stanza del principe sita al primo piano e la moglie Rachele Guidi nella stanza opposta a questa, mentre i figli e il personale dimoravano al terzo piano. Lo studio di Mussolini era attiguo alla camera da letto, mentre i salottini al piano terra venivano usati da tutta la famiglia per le attività di studio e per ricevere gli ospiti, anche se raramente veniva ospitata gente di fama dato che, come affermava Romano Mussolini, il duce desiderava una certa riservatezza e intimità entro la propria abitazione.
La sala da ballo, oltre a qualche ricevimento (come quello cui prese parte il Mahatma Gandhi nel 1930), fu utilizzata anche per delle proiezioni cinematografiche private. Le cucine erano site nel seminterrato e furono ammodernate dalla moglie Rachele, mentre il lavatoio e gli altri servizi erano posti nel sottotetto.
Gli unici interventi nel palazzo voluti da Mussolini furono la realizzazione di due bagni, uno per lui ed uno per la moglie, e la costruzione di due bunker antiaerei. I due bagni erano siti entro la struttura in muratura sulla veranda, anch'essa voluta da Mussolini, che metteva in comunicazione le due stanze da letto di Mussolini e di Rachele. Sia questa muratura sia i due bagni sono stati demoliti nei restauri condotti negli anni 1990, al fine di recuperare la struttura originaria della facciata meridionale e di ridonare luce alla sala da ballo che, col relativo finestrone centinato di Giuseppe Valadier era stata completamente oscurata.
Con la morte del principe nel 1938, l'affitto fu confermato dal fratello Carlo Torlonia. Dopo l'entrata dell'Italia nella seconda guerra mondiale, la residenza nella Villa fu a rischio. Così si decise di cercare rifugio nelle cantine, che furono munite all'uopo di porte di acciaio, filtri antigas e di tutti i comfort, ma ben presto Mussolini si rese conto che la cantina e il palazzo erano troppo distanti, così decise di far costruire uno dei bunker in uno dei locali del seminterrato, che ebbe muri di cemento armato spessi 120 centimetri. L'aumento delle incursioni aeree fece decidere a Mussolini la costruzione di un altro bunker a 6,50 metri sotto terra, per accedere al quale bisognava scendere una ripida scalinata sul lato orientale del seminterrato. Il bunker era di forma cilindrica, per contrastare meglio le sollecitazioni estreme causate da eventuali bombe, costruito in cemento armato con muratura spessa circa quattro metri, attualmente visibile in parte.
Il bunker era composto da più bracci disposti a croce con due uscite di sicurezza; attraverso la prima, mediante una scala a pioli, ci si immetteva in una sala ipogea e attraverso l'altra si usciva lungo il muro laterale sul lato della tribuna con fontana.
Tuttavia il secondo bunker non fu mai terminato.
Ad ogni modo il bunker venne utilizzato dagli altri abitanti della villa e del quartiere circostante durante l'occupazione tedesca. Col restauro il bunker è stato dipinto, illuminato e reso percorribile tramite una pedana lignea.
Il Casino Nobile non fu l'unico edificio della villa abitato da Mussolini. Alla morte di Giovanni Junior, infatti, Mussolini chiese agli eredi di poter utilizzare il Villino Medievale come alloggio per il figlio Vittorio e lo rese più confortevole. D'altronde il Villino Medievale era stato affittato in precedenza dall'Istituto Luce, che aveva allestito nella Limonaia un cinematografo. Nella sala cinematografica venivano proiettati i cinegiornali ed i film tre volte a settimana con spettatori Mussolini, la sua famiglia e gli altri abitanti della villa. Dal 1930 fu la sede operativa dell'Istituto internazionale per la cinematografia educativa (ICE).
La Limonaia fu usata anche per la Befana fascista, alla presenza di Rachele Mussolini, e per altre feste e cerimonie pubbliche e private.
Inoltre, Mussolini chiese ai Torlonia di usare anche il Casino dei Principi per la vedova di suo figlio Bruno, deceduto nel 1941 in un incidente aereo durante la guerra. Anche in questo palazzo furono adottate alcune modifiche.
Davanti al Casino Nobile fu costituita una zona di gioco per i figli di Mussolini. Il Campo dei Tornei fu trasformato in campo da tennis, ed ove era un laghetto fu fatto costruire da Mussolini un galoppatoio.
Su impulso di Donna Rachele, in tutto il Paese alcuni appezzamenti di terreno furono adibiti ad "Orti di guerra" come rimedio alle ristrettezze dovute alla guerra e creare prodotti destinati all'autosufficienza. Nel periodo della guerra Rachele Mussolini fece piantare a Villa Torlonia delle patate, l'insalata, delle viti e del granoturco. Inoltre, presso le Scuderie Vecchie fece installare un pollaio, un porcile e una stalla per conigli.
Dopo il 25 luglio 1943 la famiglia di Mussolini fu costretta ad abbandonare la villa, che fu occupata nel 1944 dal comando alleato anglo-americano, fino al 1947.